# Драммонд, Малкольм
Малкольм Друммонд (англ. Malcolm Drummond; 24 мая 1880, Мейденхед, Беркшир — 10 апреля 1945) — английский художник-постимпрессионист.
Потомок древнего шотландского рода. Образование получил в Бирмингеме и в Оксфордском университете, затем некоторое время работал в агентстве по торговле недвижимостью. С 1903 по 1907 год изучает живопись в Школе изящных искусств Слейд, затем — в Вестминстерской художественной школе, под руководством Уолтера Сикерта, в 1908—1910 годах. Влияние Сикерта чувствуется во многих работах художника.
В период с 1911 по 1913 год М. Драммонд участвует в работе художественной группы Кэмден Таун. Один из членов-основателей Лондонской группы художников в 1914 году; состоял в ней вплоть до её роспуска в 1921 году. М. Драммонд преподавал живопись в Вестминстерской художественной школе вплоть до 1931 года, когда он после смерти жены уехал из Лондона на родину, в Беркшир.